# Hvidovre Sogn
Hvidovre Sogn er et sogn i Rødovre-Hvidovre Provsti (Helsingør Stift). Sognet ligger i Hvidovre Kommune; indtil Kommunalreformen i 1970 lå det i Sokkelund Herred (Københavns Amt). I Hvidovre Sogn ligger Hvidovre Kirke og Maria Magdalene Kirken (Hvidovre Hospital).
I Hvidovre Sogn findes flg. autoriserede stednavne:
- Hvidovre (bebyggelse, ejerlav)